# Kavakpınar, Pendik
Kavakpınar là một xã thuộc huyện Pendik, tỉnh Istanbul, Thổ Nhĩ Kỳ.